# 黏膜下層
黏膜下层（submucosa，tela submucosa）是一类存在于消化道、呼吸道、泌尿生殖系统等处器官管腔中的的较为致密的结缔组织，由不规则致密结缔组织层构成，用以支持黏膜层并将其附着于肌层上；黏膜下层内含小动脉、小静脉、淋巴管、黏膜下神经丛。
在食管的黏膜下层另外尚有食管腺，而十二指肠处的黏膜下层还含有十二指肠腺；在胃、小肠、食管等部位，黏膜下层和黏膜共同向管腔形成的突起称为皱襞（plica）。黏膜肌的收缩和腺体的分泌，可由由多级神经元和无髓神经纤维构成的黏膜下神经丛调节。
黏膜下层的英文构词 submucosa 由 sub-（表示下、低于的词缀）加上 mucosa（意即黏膜）合成。与此对应，浆膜层（serosa）下方也有浆膜下层（subserosa）。

胃肠道壁的基本结构，其中展示了黏膜下层

胃肠道壁的基本结构，其中展示了进一步组织分层

## 临床意义
在使用內視鏡诊断或资料过程中，识别处黏膜下层是十分重要的：胃腸道基質腫瘤等的黏膜下层的异常往往能在黏膜表面识别出来。
超声内镜检查中，黏膜下层被识别出来以便了解肿瘤的深度以及其它异常。为安全移除息肉，应当向黏膜下层注射染料、生理盐水或肾上腺素。
内镜下黏膜切除术包含了黏膜的移除，为使得黏膜移除安全进行，同样也会向黏膜下层注射染料以在确保黏膜的完整性。

### 胃黏膜下层

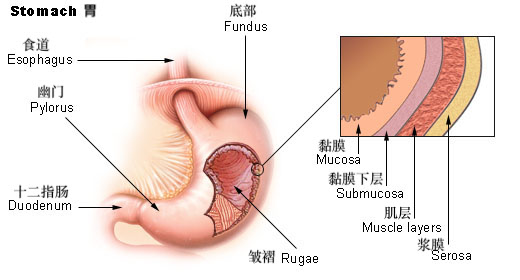
胃部结构示意图

### 小肠黏膜下层
小肠黏膜下层（small intestinal submucosa，SIS）是脊椎动物小肠中的黏膜下层组织。猪等动物上获得的小肠黏膜下层免疫原性较低，可用作多项诊疗中的器官移植用结构材料，特别是作为生物补片。其它例如椎间盘再生组织工程等的用途还在进行开发中。
不同于支架材料，小肠黏膜下层细胞外基质(SIS-ECM)支架材料可以被人体再吸收并被本体的分化后的骨骼肌等组织很好地取代。
|  |  |